# Amphitholina cuniculus
Amphitholina cuniculus är en kräftdjursart som först beskrevs av Stebbing 1874.  Amphitholina cuniculus ingår i släktet Amphitholina och familjen Ampithoidae. Inga underarter finns listade i Catalogue of Life.